# Eocyphinium
Eocyphinium – rodzaj stawonogów z wymarłej gromady trylobitów, z rzędu Proetida.
Żył w okresie karbonu (turnej - serpuchow).